# خسوس رودریگز ماگرو
خسوس رودریگز ماگرو (اسپانیایی: Jesús Rodríguez Magro‎؛ زادهٔ ۲۸ مهٔ ۱۹۶۰) دوچرخه‌سوار اهل اسپانیا است. وی در مسابقات تور دو فرانس و جیرو دیتالیا شرکت کرده است.